# Abdomegaphobema mesomelas
Abdomegaphobema mesomelas (Synonyme: Megaphobema mesomelas, Eurypelma mesomelas, Brachypelma mesomelas), selten auch Rotbeinvogelspinne wurde früher der Gattung Brachypelma zugeordnet. Ihr Verbreitungsgebiet ist Costa Rica. Ihre natürliche Umgebung ist das Hochland. Dort kommen häufiger Niederschläge vor und es herrscht ein stetiger Höhenwind, wie auch durchschnittliche Temperaturen um 15 bis 20 Grad Celsius. Sie nistet sich häufig in selbst gegrabenen Wohnhöhlen ein. Ihr Verhalten wird von den Autoren widersprüchlich beschrieben: Von sehr ruhig und niemals aggressiv bis leicht aggressiv. Die Terrarienhaltung ist möglich, aber wegen besonderen klimatischen Ansprüchen sehr schwierig.

## Merkmale
Abdomegaphobema mesomelas erreicht eine Körperlänge (Beißklauen bis Spinnwarzen) von sechs Zentimetern. Sie hat eine samtschwarze Grundfärbung. Vor einer Häutung wirkt die Spinne dagegen braun. Bei den Beinen sind von den Patellen orange bis rostbraun gefärbt. Bei einigen Exemplaren sind auch die Tibien und Metatarsen der ersten beiden Laufbeinpaare teilweise oder manchmal vollständig orange gefärbt. Die Beißklauen wie auch Coxa und Trochanter der Beine sind heller gefärbt als der Femur. Femur ist wie der Carapax und das Opisthosoma dunkelbraun bis tiefschwarz. Der Carapax ist oval und langgestreckt. Das Opisthosoma wirkt samtschwarz und hat vor allem hinten längere rotbraune Haare. Zusätzlich befinden sich auf dem hinteren Teil des Opisthosomas Brennhaare. Damit zählt diese Vogelspinnenart zu den sogenannten „Bombardierspinnen“. Die Männchen sind gleich gefärbt wie die Weibchen. Ihr Habitus ist dagegen kleiner und feingliedriger, wie das bei den meisten Vogelspinnenarten der Fall ist.

## Lebensraum

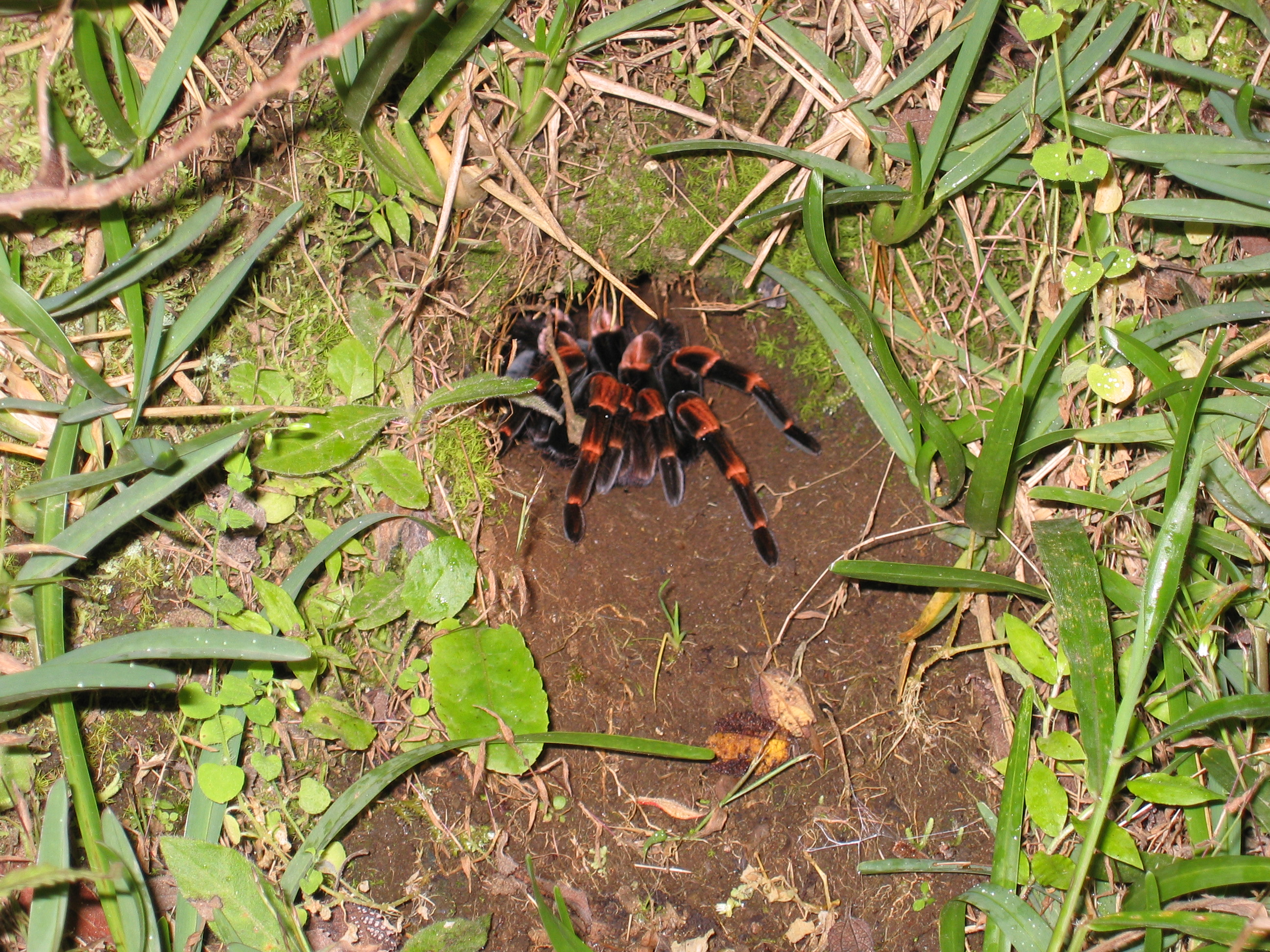
Abdomegaphobema cf. mesomelas in freier Wildbahn

Die Tiere kommen in höheren Lagen (1500 bis 2700 Meter über Meer) vor. Das Habitat ist häufig neblig und durch häufige Niederschläge sehr feucht (90 % relative Luftfeuchtigkeit). Die Temperaturen sind im Vergleich zu anderen Vogelspinnenhabitaten in einem tiefen Bereich angesiedelt. Tagsüber erreicht das Thermometer 14–20 °C und nachts fällt es auf 10–15 °C. Ausgewachsene Tiere graben ihre bis zu einem Meter langen Wohnröhren in Böschungen. Die meisten Röhren sind nicht so lang, sondern sie reichen nur 20 bis 30 Zentimeter ins Erdinnere. Sie werden in einer Höhe von einem bis 1,5 Meter in der Böschung gegenüber dem waagerechten Boden angelegt. In ihrem Lebensraum wurden im Herbst wenige Insekten aber einige Hundertfüßer entdeckt, die als Nahrung der Vogelspinnen dienten.

## Verhalten
Die Spinne zeigt gegenüber Störungen von vermeintlichen Angreifern selten ein aggressives Verhalten. Sie stellt sich selten mit ihren Beißklauen einem Gegner zur Wehr, sondern hebt in den meisten Fällen zuerst nur das erste Beinpaar. Erst bei mehrmaliger Störung beißt sie zu. Die Männchen sind dagegen wehrhafter und setzen sich schneller zur Wehr. Obwohl die Spinnen Brennhaare auf dem Opisthosoma haben, werden diese zur Verteidigung selten abgestreift.
Die Paarung in Gefangenschaft (Terrarienhaltung) verläuft friedlich und dauert nur kurze Zeit (einige Minuten). Ebenso finden Paarungen mit älteren und dadurch schwächeren Männchen statt. Die Männchen werden von den Weibchen nicht gefressen. Das Weibchen baut nach drei bis sechs Monaten nach der erfolgreichen Paarung einen Kokon, der ungefähr 100–150 Eier beinhaltet.